# Rabid (film 2019)
Rabid è un film del 2019 scritto e diretto da Jen e Sylvia Soska. Si tratta di un remake dell'omonimo film del 1977.

## Trama
Rose è un'aspirante stilista che lavora per una casa di moda in cui viene trattata costantemente male a causa di un aspetto fisico compromesso da un incidente stradale avuto da bambina. Vegetariana e completamente dedita al lavoro, Rose si stupisce quando Brad, uomo di cui è invaghita da tempo, la invita a uscire con lui per un evento organizzato dal loro capo in una discoteca. Qui Rose ha un appuntamento piacevole, in cui ha modo di scoprire le vere ambizioni di Brad (diventare un giornalista fotografico) continua ad essere vessata da alcune colleghe, scoprendo così che in realtà l'incontro è stato combinato da Chelsea, modella nonché sua cara amica e figlia delle persone che si sono prese cura di lei in seguito all'incidente che la sfigurò e uccise i suoi genitori. Fuori di sé dalla rabbia, Rose va via in moto ma ha immediatamente un incidente stradale molto grave: la donna si ritrova orribilmente sfigurata, con parte del viso mancante e la mandibola scoperta, costretta ad alimentarsi soltanto tramite frullati e incapace di parlare.
Dopo alcuni giorni, Rose riceve un invito da parte di una clinica privata che sta applicando alcune cure sperimentali a base di cellule staminali su pazienti volontari. La donna accetta la loro proposta e si sottopone all'esperimento, ritrovandosi con un volto completamente nuovo, identico a quello che avrebbe avuto se non avesse mai subito incidenti stradali. La donna inizia tuttavia anche ad avere strane visioni, durante una delle quali interagisce con un altro paziente della struttura, un attore con cui ha un'effusione in piscina e che finisce inspiegabilmente per mordere. Rose viene dimessa e, seppur continui a convivere con Chelsea (si era trasferita da lei in seguito all'incidente), ricomincia presto a vivere normalmente: al lavoro ora viene trattata molto bene grazie al suo nuovo aspetto e soprattutto Brad ora la corteggia per davvero, avendo perfino l'insistenza di continuare dopo un suo iniziale rifiuto.
Nel frattempo, l'attore con cui Rose aveva immaginato di aver interagito ha una violenta crisi di rabbia sul set, in cui aggredisce a morsi un giovane attore che interpreta un nuovo personaggio in grado di rubargli la scena nella sua serie televisiva. Rose continua ad avere visioni e sogni lucidi in cui aggredisce persone, in particolare un uomo violento appena cacciato da una discoteca, e sviluppa uno strano bisogno di nutrirsi di carne e sangue. Nel frattempo, una malattia simile alla rabbia inizia a diffondersi in città: fra gli altri l'attore aggredito sul set aggredisce a sua volta un'infermiera e l'uomo che Rose aveva sognato di aggredire attacca lei e Brad durante un appuntamento, finendo per essere ucciso proprio da Brad. Sul lavoro le cose vanno tuttavia molto bene: Rose sorprende il suo capo a tal punto che l'uomo assegna a un suo abito, indossato fra l'altro da Chelesea, il ruolo di chiusura alla sua sfilata successiva.
Nonostante il morbo che dilaga in città, e la richiesta del Dr. Burroughs di poter trattenere Rose per un po' di tempo in clinica per accertamenti, la sfilata si tiene comunque nel momento prestabilito. Alcuni avvenimenti rovinano tuttavia l'evento mondano: prima un modello si sente male sul palco e infine Chelsea ha un attacco di rabbia e aggredisce la platea, uccidendo proprio il capo. Brad, che sembrava essersi accorto di quello che stava per accadere, porta Rose via e si reca con lei in clinica. Qui i due vengono accolti dal medico che, con un sotterfugio, li rinchiude in una camera oscura e parla loro tramite un vetro separatore. Il medico rivela che Brad è stato pagato da lui per sorvegliare Rose e che le visioni della donna non erano vere visioni, ma realtà: è stata lei a diffondere la rabbia, un effetto collaterale della terapia. Non è tuttavia non voluto che la donna in sé abbia bisogno di nutrirsi di carne umana: il progetto del medico prevede ciò affinché i suoi pazienti possano godere dell'immortalità, prerogativa da lui voluta in seguito al cancro che ha ucciso sua moglie.
Scoperto il terribile piano del medico, Rose prova a fermarsi da sola ma non ci riesce: finisce per uccidere Brad nonostante questi avesse giurato di essersi davvero innamorato di lei con il tempo, e prova infine ad attaccare ciò che resta della moglie del medico e perfino ad uccidere se stessa. Ogni tentativo è vano: le sue ferite si rimarginano e la donna si ritrova condannata a vivere per sempre rinchiusa lì dentro e ridotta a cavia del medico. Dal momento che Rose non è più a piede libero l'epidemia di rabbia si arresta: l'abbattimento degli ultimi infetti è sufficiente a risolvere il problema sanitario.

## Produzione
Nel febbraio 2016, Jen e Sylvia Soska sono state incaricate di dirigere un remake del film horror Rabid, dai produttori Michael Walker, Paul LaLonde e John Vidette. Nel maggio 2018, Laura Vandervoort è stata scelta come protagonista del film. Le riprese sono iniziate nel luglio 2018 a Toronto.
Il film è prodotto da Back 40 Pictures in collaborazione con Telefilm Canada e Ontario Media Development Corporation ed è finanziato da Media Finance Capital. I diritti di distribuzione sono stati acquisiti da A71 Entertainment in Canada, Shout! Studios negli Stati Uniti, e 101 Film nel Regno Unito.

## Distribuzione
Il trailer è stato pubblicato il 4 luglio 2017. Il film è stato presentato in anteprima al London FrightFest Film Festival il 26 agosto 2019. La distribuzione nei cinema e nel mercato on demand è avvenuta a partire dal dicembre successivo, seguita dalla distribuzione nel mercato home video a partire dal febbraio 2020.

## Accoglienza
Sull'aggregatore Rotten Tomatoes il film riceve il 56% delle recensioni professionali positive con un voto medio di 5,8 su 10 basato su 32 critiche, mentre su Metacritic ottiene un punteggio di 43 su 100 basato su 7 critiche.